# 2CC2 3400
Les 2CC2 3400 sont une série de quatre locomotives électriques à courant continu commandées initialement par la Compagnie des chemins de fer de Paris à Lyon et à la Méditerranée (PLM) et prises en compte par la Société nationale des chemins de fer français (SNCF) à partir de 1938.
Ces locomotives puissantes, parmi les plus anciennes machines électriques du PLM où elles sont numérotées 262 AE 1 à 4, servent sur la ligne de Maurienne d'abord en tête de trains de voyageurs puis, lorsque des séries plus récentes sont mises en service, en tête de convois de marchandises
Elles ont été retirées du service au début des années 1970. La 2CC2 3402 est la dernière locomotive de la série à avoir été radiée en 1974. Préservée et restaurée, elle est exposée sous la rotonde ferroviaire de Chambéry.

## Genèse de la série
En 1920, la Compagnie des chemins de fer de Paris à Lyon et à la Méditerranée envisage l'électrification de la ligne de la Côte d'Azur en courant continu à la tension de 1,5 kV. La compagnie décide l'année suivante de réaliser au préalable un essai sur la ligne de Culoz à Modane (ligne de la Maurienne), alimentée en électricité par un troisième rail. Sa longueur raisonnable, son trafic moyen, la proximité de sources d'énergie hydroélectrique et ses fortes rampes constituent un champ d'expérimentation idéal pour la définition du matériel de traction.

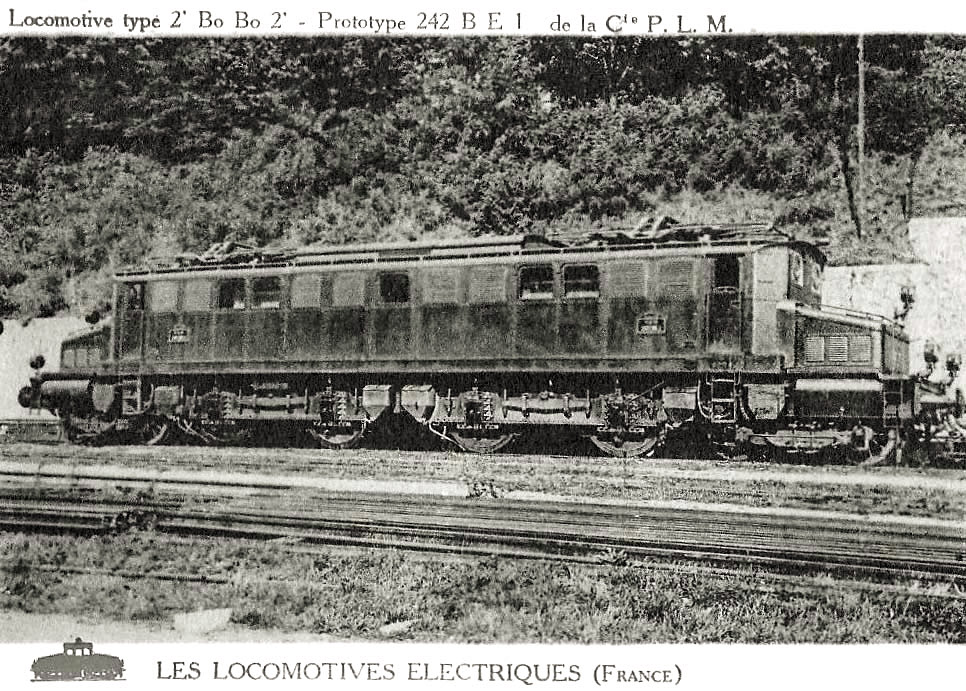
Locomotive 242 BE 1, prototype précurseur des 2CC2 3400.

Pour cela le PLM commande notamment, à partir de 1922 quatre prototypes de locomotives de vitesse pour les trains express et rapides de voyageurs. Deux de ces prototypes, la 242 AE 1 mais surtout la 242 BE 1 s'avèrent prometteurs mais leur puissance et leur adhérence sont limitées par leurs quatre essieux moteurs. Ces engins étant livrés avec plus d'un an de retard sur le programme prévu, le PLM doit faire au plus vite pour leur trouver un prolongement. La compagnie demande aux constructeurs de la 242 BE 1 (usine des Batignolles de Nantes pour la partie mécanique et par la firme suisse Oerlikon pour les équipements électriques) de concevoir, sur les mêmes bases, une locomotive deux fois plus puissante et dotée d'une meilleure adhérence grâce à ses six roues motrices. Il faut également nettement dépasser les performances des locomotives à vapeur 241 A PLM 1 à 145 mises en service quelques années auparavant. Le PLM souhaite, en prévision de l'électrification de la ligne de la Côte-d'Azur et d'un éventuel contournement de Marseille par Avignon et Les Arcs, que ces locomotives soient à même de remorquer 700 t à 90 km/h en rampe de 8 ‰ et à 116 km/h en palier.

## Description

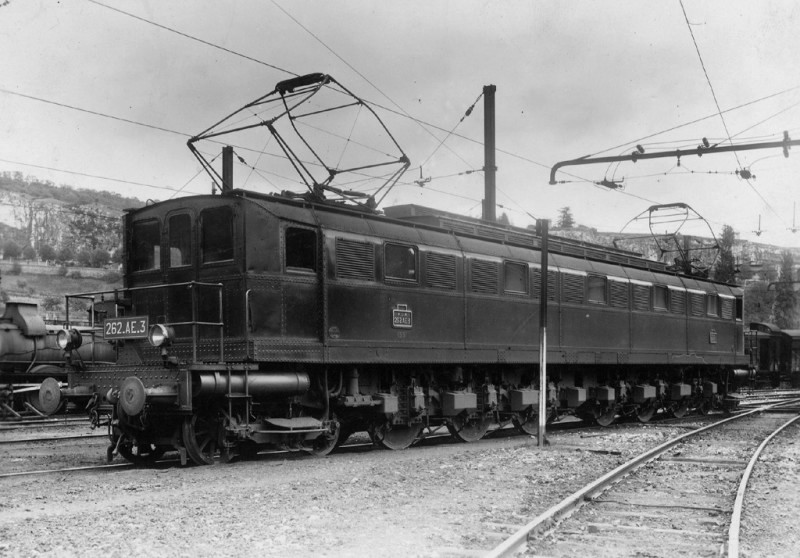
La locomotive PLM 262 AE 3.

Les locomotives sont munies de quatre frotteurs, deux au niveau de chaque bogie directeur, et de deux pantographes 1 500 V en toiture de manière à pouvoir capter le courant aussi bien par le troisième rail que par la caténaire, ces locomotives électriques sont considérées comme les plus longues de France. La grande longueur des locomotives de la Maurienne est due, d'une part au grand nombre de leurs essieux, d'autre part au fait que les frotteurs doivent être éloignés au maximum ; la machine doit pouvoir franchir sans rupture d'alimentation les passages à niveau et les appareils de voie comme les aiguillages, où le troisième rail est obligatoirement interrompu.
Elles sont équipées de six moteurs électriques, un par essieu. Chaque moteur électrique est en réalité un moteur double (il y a deux induits séparés dans chaque carcasse de moteur). Comme le reste des circuits électriques est aussi entièrement dédoublé (nommés circuits A et B), il est possible d'isoler la partie en défaut en cas de panne électrique, ce qui permet de continuer à demi-puissance. Cette motorisation permet quatre modes de couplage :

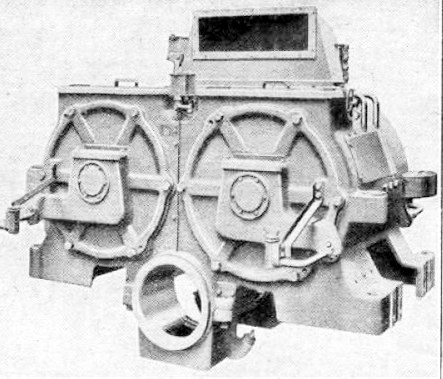
Moteurs jumelés des locomotives 2CC2 3400.

- Couplage série (S) où les six moteurs sont en série et alimentés en 250 volts ; utilisé pour le démarrage ;
- Couplage série-parallèle (SP), où les moteurs sont groupés en série de trois, et les deux groupes sont mis en parallèle ; les moteurs sont alimentés en 500 volts ; ce couplage est utilisé pour la montée en vitesse après le couplage série ;
- Couplage parallèle-série (PS), où les moteurs sont groupés en série de deux, et les trois groupes sont mis en parallèle ; les moteurs sont alimentés en 750 volts ; ce couplage est utilisé pour la montée en vitesse après le couplage série-parallèle ;
- Couplage parallèle (P) où les six moteurs sont en parallèle et sont donc alimentés directement en 1 500 volts ; marche à pleine vitesse.

À ces modes de couplage s'ajoutent deux crans de shuntage, à 30 % et 45 % de shuntage, qui offrent une grande souplesse de conduite.
La transmission du mouvement des moteurs aux essieux s'effectue au moyen d'arbres creux et de biellettes élastiques, reprenant le principe de la transmission Oerlikon utilisé sur la 242 BE 1.
Développant 3 067 kW en régime continu, ces locomotives sont réputées pour être, au moment de leur mise en service, les plus puissantes du monde à ne posséder qu'une seule caisse.

## Carrière
Dès sa mise en service, et après quelques ajustements mineurs, la 2CC2 3401 démontre ses capacités. Envoyée dans le sud-ouest pour essais, elle effectue le trajet entre Morcenx et Bordeaux en moins d'un heure, à la vitesse commerciale de plus de 110 km/h en tête d'une rame de 600 t. Les quatre locomotives de la série sont engagées pour remorquer, entre Chambéry et Modane, les rapides Paris - Rome. Par la suite, au fil des électrifications, elles gagnent Bourg-en-Bresse et Lyon. Durant les années 1950, ces engins, renumérotés 2CC2 3400, continuent à assurer sans faille leur mission : la 2CC2 3401 effectue en 1954 un aller et retour entre Lyon et Paris dans les mêmes conditions de charge et aux mêmes horaires qu'une CC 7100.
La mise en service des couplages de BB 1 à 80 (« unités Maurienne »), mais surtout des CC 7100 dotées de frotteurs les cantonne à la seule traction des trains de marchandises à partir de 1968. Les nouvelles CC 6500 arrivées au début des années 1970 entraînent la radiation progressive de la série dont la 2CC2 3402, dernière à circuler, est rayée des inventaires le 26 avril 1974. Le 24 juin 1976, la caténaire est mise en service sur tout le parcours, permettant la dépose des frotteurs 1 500 V sur le parc équipé.

## Machine conservée

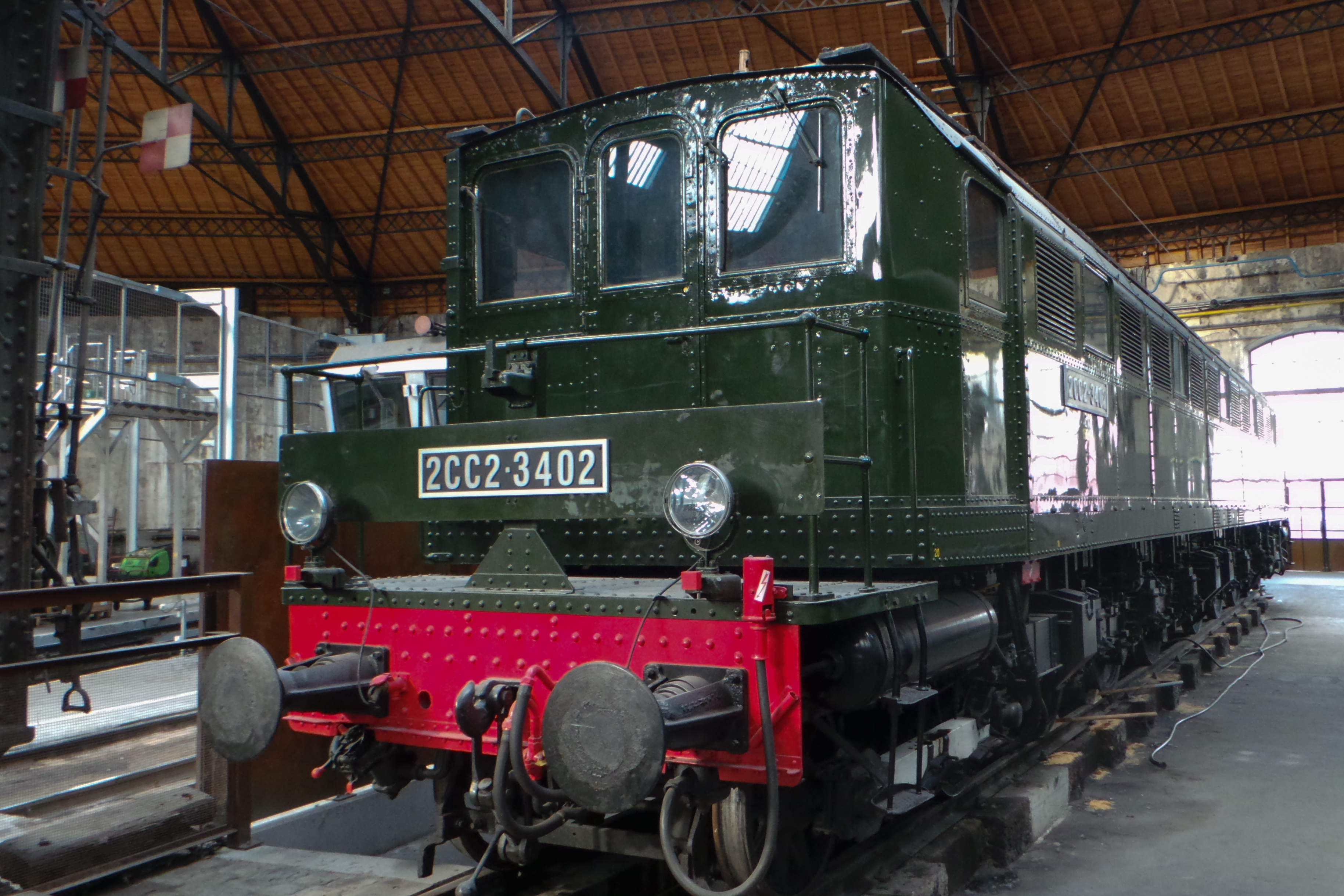
La 2CC2 3402 sous la rotonde de Chambéry en novembre 2013.

Après sa radiation, la 2CC2 3402, ultime exemplaire de la série, est pressentie pour être exposée au musée des chemins de fer de Mulhouse mais cela ne se fait pas. Elle est d'abord garée à Ambérieu-en-Bugey, puis à Clermont-Ferrand, puis enfin à Montluçon. En 1998, un groupe de passionnés de chemin de fer entreprend de faire rapatrier cette locomotive à Chambéry. La mise au point des modalités de cette opération prend du temps, mais la locomotive rejoint finalement son dépôt d'origine en véhicule entre le 20 et le 21 janvier 2002.
La SNCF accepte alors de confier l'engin qui se trouve dans un état correct, pour rénovation, protection et présentation, à une association spécifiquement créée. C'est ainsi que l'Association pour la Préservation du Matériel Ferroviaire Savoyard (APMFS) voit officiellement le jour en juillet 2002. La restauration complète de la machine s'achève à Chambéry, exception faite d'un passage dans les ateliers SNCF d'Oullins pour la mise en peinture.
En 2008, et pour la première fois depuis 1974, la machine est mise sous tension et se déplace par ses propres moyens dans l'enceinte du dépôt de Chambéry.
Depuis, elle fait régulièrement le tour de la rotonde en autonomie ; elle ne dispose pas de l'agrément de la SNCF pour circuler en ligne.

## Modélisme
Les 2CC2 3400 ont fait l'objet de reproductions à l'échelle HO par l'artisan Locoset Loisir (Artmetal-LSL) sous forme de kit en laiton à monter et chez Lematec.